# Route européenne 604
Pour les articles homonymes, voir Route 604.
La route européenne 604 relie Tours (E5/E60/E502) à Vierzon (E9/E11), en France.